# Dojo
În traducere, termenul Japonez dojo înseamnă „locul Căii”, sau „locul iluminării” și este de fapt o sală, o încăpere. Inițial era adiacent la templele religioase și folosit ca încăperea de meditație în religia budistă și zen. Astăzi numele este dat spațiului de antrenament în karate și yoga, ceea ce ne ajută să înțelegem substratul religios al acestor așa numite "discipline sportive" sau de "tehnici de relaxare". Eticheta tradițională recomandă salutul (prin înclinare) înaintea dojo-ului (SHOMEN) de fiecare dată când se intră sau se iese din dojo.